# Muskitz
Muskitz en basque (Músquiz en espagnol) est un village situé dans la commune d'Imotz dans la Communauté forale de Navarre, en Espagne. Il est doté du statut de concejo.
Muskitz est situé dans la zone linguistique bascophone de Navarre.

## Géographie
Les montagnes les plus connues sont Mendurro et Arangaitz. Sur l'Iruinbide ou sur la route de Pampelune, côté Beorburu, il y a l'ermitage de San Bartolomé, sur le col de Gorostieta,.

## Historia
C'est la ville la plus proche de Pampelune dans cette vallée. Tout près de la ville, au coin d'Iruinbide, il y avait un magasin appelé Bentazarra, construit dans les dernières années du XVIIIe siècle. 
Muskitz possède de belles maisons comme Alkatenea, Asiñenea, Itsasonea, Juankonea ou Santonea.

## Langues
Cette commune se situe dans la zone bascophone de la Navarre dont la population totale en 2018, comprenant 64 municipalités dont Imotz, était bilingue à 60.8%, à cela s'ajoute 10.7% de bilingues réceptifs. En 2011, 53.2% de la population d'Imotz ayant 16 ans et plus avait le basque comme langue maternelle.

## Patrimoine

### Patrimoine religieux
- L'église paroissiale de San Martin (Église de Saint Martin) est neuve. En 1992, l'ancienne église à l'extérieur de la ville a été détruite, à l'endroit même où se trouve aujourd'hui le cimetière, et la nouvelle a été construite au centre de la ville, y compris la maison du curé. À l'entrée de l'église se trouvent les spectaculaires croix de pierre autrefois utilisées comme prérogative[2].
- L'ermitage de San Bartolomé[5].

### Patrimoine civil
- Le lavoir, juste à côté de l'église, est du XIXe siècle et à côté, il y a une fontaine en pierre qui porte l'inscription Itur-otz / 1959 (fontaine froide)[2].